# ZVUK Zlínského Kraje
ZVUK Zlínského kraje je časopis, který se věnuje kulturnímu a společenskému dění ve Zlíně, Vsetíně, Uherském Hradišti a Kroměříži. Časopis vychází od roku 1990.
Do roku 2003 časopis vydávalo Okresní kulturní středisko ve Zlíně. Poté časopis začalo vydávat více subjektů, mezi které patří Krajská knihovna Františka Bartoše ve Zlíně, Muzeum jihovýchodní Moravy ve Zlíně, Okresní vlastivědné muzeum Vsetín, Slovácké muzeum Uherské Hradiště, Muzeum Kroměřížska, Město Uherské Hradiště a Klub kultury Uherské Hradiště.
Od roku 2007 vychází časopis dvakrát ročně.
Odpovědným redaktorem časopisu je Radovan Jančář a v redakční radě časopisu zasedají osobnosti jako například Josef Holcman, Antonín Bajaja, Zdeňka Friedlová, Karel Pavlištík nebo Blanka Kovandová.